# Арлінгтон (Теннессі)
Арлінгтон (англ. Arlington) — місто (англ. town) в США, в окрузі Шелбі штату Теннессі. Населення — 14 549 осіб (2020).

## Географія
Арлінгтон розташований за координатами 35°15′9″ пн. ш. 89°39′40″ зх. д. / 35.25250° пн. ш. 89.66111° зх. д. (35.252517, -89.661149).  За даними Бюро перепису населення США в 2010 році місто мало площу 59,75 км², з яких 59,72 км² — суходіл та 0,03 км² — водойми.

## Демографія
Згідно з переписом 2010 року, у місті мешкало 11 517 осіб у 3582 домогосподарствах у складі 3128 родин. Густота населення становила 193 особи/км².  Було 3739 помешкань (63/км²).
Расовий склад населення:
| - 81,2 % — білих - 13,8 % — чорних або афроамериканців - 1,8 % — азіатів - 0,2 % — корінних американців |

До двох чи більше рас належало 2,1 %. Частка іспаномовних становила 3,0 % від усіх жителів.
За віковим діапазоном населення розподілялося таким чином: 35,3 % — особи молодші 18 років, 60,5 % — особи у віці 18—64 років, 4,2 % — особи у віці 65 років та старші. Медіана віку мешканця становила 32,2 року. На 100 осіб жіночої статі у місті припадало 96,0 чоловіків;  на 100 жінок у віці від 18 років та старших — 91,4 чоловіків також старших 18 років.
Середній дохід на одне домашнє господарство  становив 102 492 долари США (медіана — 93 000), а середній дохід на одну сім'ю — 106 366 доларів (медіана — 95 885). Медіана доходів становила 63 986 доларів для чоловіків та 48 484 долари для жінок. За межею бідності перебувало 3,4 % осіб, у тому числі 4,2 % дітей у віці до 18 років та 1,3 % осіб у віці 65 років та старших.
Цивільне працевлаштоване населення становило 5453 особи. Основні галузі зайнятості: освіта, охорона здоров'я та соціальна допомога — 24,6 %, науковці, спеціалісти, менеджери — 13,4 %, роздрібна торгівля — 11,0 %, виробництво — 10,1 %.